# 阿卡巴特拉 (密西西比州)
阿卡巴特拉（英語：Arkabutla）是位於美國密西西比州泰特縣的普查規定居民點。

## 歷史
阿卡巴特拉的郵局自1874年營運至今。

## 人口
根據2020年美國人口普查的數據，阿卡巴特拉的面積為10.45平方千米，皆為陸地。當地共有人口285人，而人口密度為每平方千米27.27人。